# يسرى علاء الدين
يسرى علاء الدين (مواليد 1986) هي لاعبة شطرنج مصرية حاصلة على لقب أستاذة الشطرنج الدولية عام 2008. في عام 2007، فازت يسرى بالميدالية البرونزية في بطولة أفريقيا للسيدات للشطرنج في ويندهوك. ولتحقيق هذا النجاح، منحها الاتحاد الدولي للشطرنج لقب أستاذة دولية للسيدات.
كما فازت بميدالية ذهبية فردية أثناء لعبها لصالح مصر على اللوح 1 في دورة الألعاب الأفريقية عام 2007. في عام 2008، شاركت في بطولة العالم للسيدات للشطرنج في نالتشيك، حيث خسرت أمام هامبي كونيرو في الجولة الأولى. كما لعبت لصالح مصر في أولمبياد الشطرنج للسيدات مرتين. لم تشارك في بطولات الشطرنج منذ عام 2012.

## روابط خارجية
- يسرى علاء الدين على موقع الاتحاد الدولي للشطرنج (الإنجليزية)
- يسرى علاء الدين على موقع مباريات الشطرنج (الإنجليزية)
- يسرى علاء الدين على موقع 365Chess.com (الإنجليزية)
- يسرى علاء الدين على موقع Chesstempo.com (الإنجليزية)
- يسرى علاء الدين سجل أولمبياد الشطرنج للسيدات على موقع OlimpBase.org (الإنجليزية)